# Zielona Struga

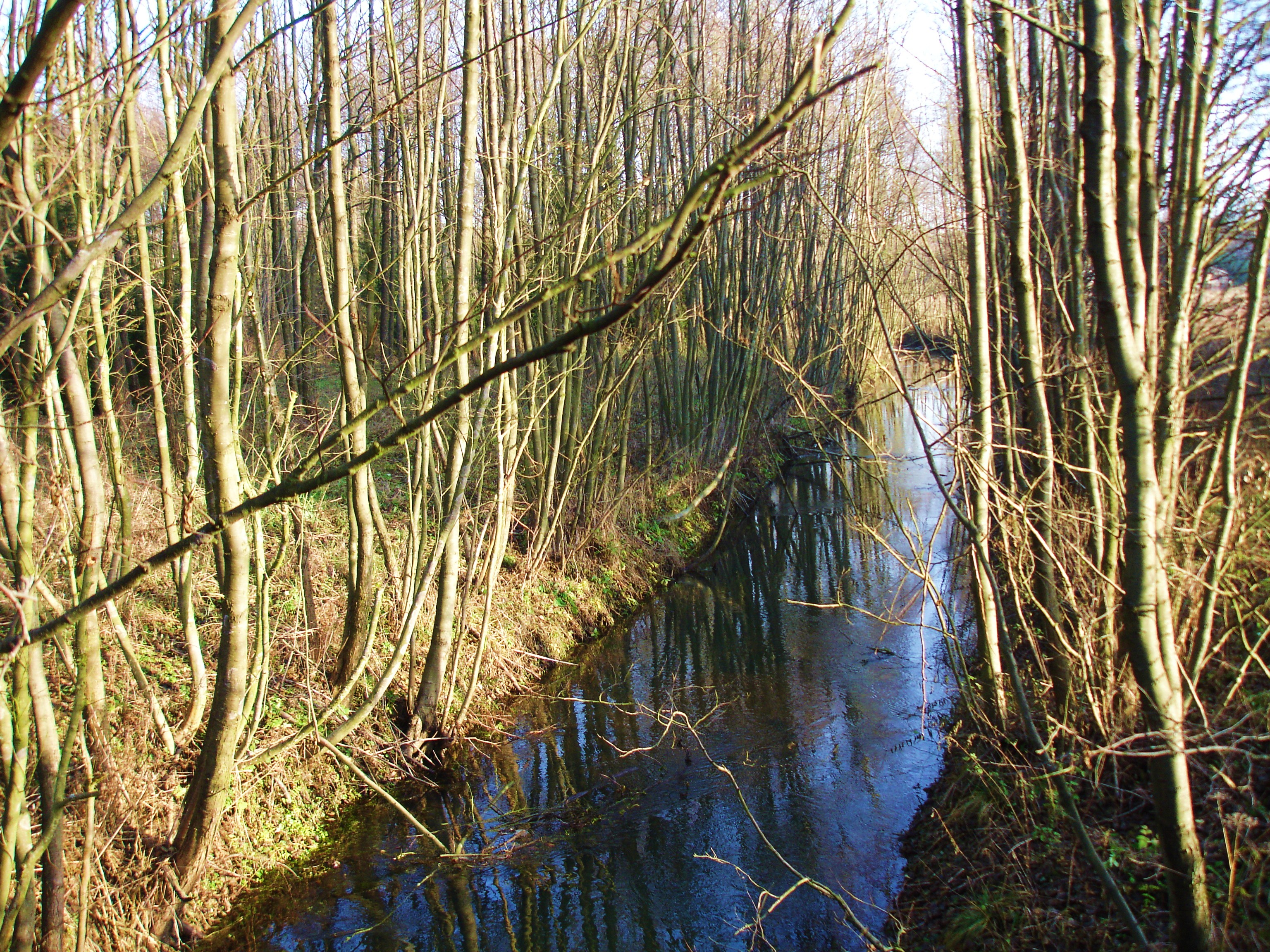
Zielona Struga koło osady Jarki

Zielona Struga – największy (obok Tążyny i Kanału Górnonoteckiego) ciek wodny Puszczy Bydgoskiej. Ma 34,3 km długości. Jest lewym dopływem Wisły o powierzchni dorzecza wynoszącej 238 km², w tym lewego 76 km² i prawego 162 km².
Średni spadek Strugi wynosi 1,2‰, przy czym w górnym biegu wynosi tylko 0,32‰, a w dolnym 2,14‰, co spowodowane jest spływem cieku z wyższej terasy pradolinnej na terasę zalewową, położoną na wysokości około 38 m n.p.m.

## Charakterystyka
Zielona Struga, znana ongiś Wierdzielewa (Wiedzielowa) bierze początek na Wysoczyźnie Kujawskiej z obszarów podmokłych w okolicy Wierzchosławic (na wschód od wsi gminnej Nowa Wieś Wielka) oraz z obszarów podmokłych, położonych na górnej terasie Kotliny Toruńsko-Bydgoskiej w okolicy Tarkowa.
Płynąc na wschód przyjmuje wody różnych małych kanałów melioracyjnych odwadniających południowe obrzeża Puszczy Bydgoskiej. Jest to teren rozległych, zatorfionych łąk, wykształcony w południowym szlaku odpływu wód Kotliny Toruńskiej. Rejon ten charakteryzuje stosunkowo niskimi opadami atmosferycznymi w Polsce (450-500 mm). We wsi Rojewice do Zielonej Strugi wpada Kanał Chrośniański oraz potok Struga Jezuicka. Odcinek uregulowany do wodowskazu Rojewice nosi nazwę Kanał Zielonej Strugi. Zlewnia Kanału do wodowskazu Rojewice wynosi 64,2 km², natomiast odnoga spływająca z wysoczyzny wraz ze wszystkimi rowami i Kanałem Zielonej Strugi do wsi Owieczkowo osiąga powierzchnię, 109,5 km².
Zasilanie odbywa się trzema drogami: za pomocą wód podziemnych drenowanych poziomów wodonośnych Wysoczyzny Kujawskiej, powierzchniowymi wodami odpływowymi ze skarpy wysoczyzny, względnie wodami roztopowymi w okresie odwilży wiosennej oraz antropogenicznie wodami podziemnymi odpompowywanymi z terenu "Naftobazy" w Nowej Wsi Wielkiej. Reżim hydrologiczny górnego biegu Zielonej Strugi charakteryzuje się podatnością na zanik wód w wyniku obniżenia zwierciadła wód podziemnych.
Następnie rzeczka skręca ku północnemu wschodowi i na odcinku ponad 10 km płynie przez obszar Puszczy Bydgoskiej. Rejon ten jest niemal bezludny, istnieje tylko kolonia domków letniskowych we wsi Jarki. Koło Jarek istniała zapora młyńska spiętrzająca wodę do 3 m. Przed zaporą powstał sztuczny zbiornik o długości 300 m i szerokości około 50-70 m. W czasie napełniania zbiornika, przy całkowicie zamkniętym jazie, koryto Zielonej poniżej jazu bywało zupełnie suche na odcinku trzech kilometrów biegu rzeki.
Ukształtowana przez rzekę naturalna dolina zaczyna się w rejonie Osieka Wielkiego i ciągnie się na długości 11 km. Koło leśniczówki Zielona, struga płynie po bruku morenowym, tworząc wodospad o spadku do 2 m (cofa się rocznie około 1 m). Na pięciokilometrowym odcinku ujściowym do Wisły, położonym na wschód od wsi Cierpice potok płynie głębokim jarem, odznaczającym się dużymi walorami krajobrazowymi. Charakterystyczną cechą Zielonej Strugi w dolnym jej biegu jest silne meandrowanie, które powoduje przy wyższych stanach wody znaczną erozję boczną, przyczyniającą się do niszczenia brzegów. Erozja ta na wielu odcinkach ułatwiona jest przez wysięki wód gruntowych.
W rejonie Dybowa Struga łączy się z dopływem melioracyjnym o dł. 11,5 km, tzw. kanałem Podgórz-Dybowo. Średni przepływ przy ujściu wynosi 1 m³/s.

## Dorzecze
Powierzchnia całej zlewni Zielonej Strugi wynosi 238,3 km² i wykazuje wyraźną asymetrię. Dorzecze lewe obejmuje około 76 km², zaś prawe z wysoczyzną włącznie – 162 km². Dorzecze prawe zostało sztucznie powiększone działalnością melioracyjną, dzięki czemu szereg obszarów bezodpływowych leżących na wysoczyźnie włączono do zlewni Zielonej. Na asymetrię dorzecza ma wpływ obecność wydm piaszczystych pochodzenia eolicznego na obszarze Puszczy Bydgoskiej. Z tego względu, jak również przepuszczalności podłoża na obszarze puszczy nie wykształciły się dopływy powierzchniowe, a zasilanie ma charakter podziemny.  
Na Wysoczyznę Kujawską wraz z chrośnieńską wyspą plejstoceńską przypada około 25% powierzchni dorzecza, na górną i środkową terasę około 72%, a na terasę zalewową Wisły 3%. Zlewnia Zielonej Strugi od południa, południowego wschodu i zachodu graniczy ze zlewnią Noteci (Odry), a od północy i wschodu z obszarem bezodpływowym przynależnym do dorzecza Wisły. Na stosunki hydrograficzne w dorzeczu Zielonej wywierają wpływ rozległe kompleksy leśne, które zajmują 38,5 km², co stanowi około 16% powierzchni zlewni. Oprócz lasów mają wpływ również rozległe łąki, rozpościerające się w południowo-zachodniej części dorzecza, na górnej terasie pradolinnej. Powierzchnia łąk wynosi około 48 km² (20% powierzchni zlewni).

## Czystość wód
Stan sanitarny wód Zielonej Strugi w górnym odcinku w okolicy Tarkowa Dolnego nie odpowiada normom. Woda cechuje się słabym natlenieniem oraz znaczną ilością fosforu i azotu, na co wpływ ma nawożenie w okolicznych obszarach rolniczych. Stan sanitarny cieku poprawia się po wpłynięciu w obszar Puszczy Bydgoskiej.